# GIGANT
『GIGANT』（ギガント）は、奥浩哉による日本の漫画。『ビッグコミックスペリオール』（小学館）にて、2018年1号から2021年20号まで連載された。2021年8月時点で累計部数は140万部を突破している。男子高校生とAV女優の「ボーイ・ミーツ・ガール」を描いた作品。

## 沿革
2017年11月10日発売の『ビッグコミックスペリオール』23号にて、同誌が4号連続で新連載を開始する告知が行われる。その1作として、本作が紹介される。同年12月8日発売の同誌2018年1号から連載を開始。連載開始時には本作を紹介するPVが公開され、西山宏太朗がナレーションを担当。2018年5月30日に単行本第1巻が発売された際にも赤﨑千夏のナレーションによるPVを制作。同年10月30日の第2巻の発売に併せ、新たにPVが公開されている。
2019年8月9日発売の同誌17号では、「ドキッ！丸ごとパピコ!!夏水着グラビア！」という企画が催され、ヒロインのパピコのビキニ姿の描きおろしカラーグラビアが掲載される。2020年7月、単行本の累計部数が100万部を突破。そのことと同年8月19日に単行本第6巻が発売されることを記念した企画を同誌同年15号にて展開。同年12月に累計120万部を突破した際にも、同誌2021年2号にて企画が行われている。
2021年3月30日に単行本第8巻が発売となり、それに併せて「奥浩哉作品の大ファン」である花江夏樹が出演するPVが公開となる。花江は横山田零を演じた。同年9月24日発売の同誌20号で完結を迎える。

## あらすじ
映画監督を目指す高校生・横山田零は、大ファンであるAV女優・パピコを中傷する貼り紙を見かけ、その貼り紙を剥がしているとパピコ本人が現れた。思わぬ形での出会いに零が押し切る形でパピコに告白し2人は付き合い始める。一方、世間では願いを叶える謎のサイト「ETE」が話題になっていた。「ETE」で提案された案は多数決によって可決されると現実となり、いくつもの超常現象を引き起こしていた。ある日、「ETE」で大虐殺を行う破壊神が可決され、何処からともなく現れた巨大な破壊神が街を蹂躙しはじめる。

## 登場人物

### 主要人物
横山田 零（よこやまだ れい）
本作の主人公。16歳。映画監督を目指す高校生。クラス内では「ハタチになっても童貞そうな男子ランキング」で2位になるなど「陰キャラ」扱いであるが、篠崎やパピコからは「可愛い顔」と言われている。
近所にAV女優・パピコを中傷する貼り紙が貼られ、それを剥がして回っている最中パピコ本人と出会う。連絡を交換し度々会う仲になり、ついには告白し交際を始める。パピコに対する愛は本物で、いずれ映画監督になり、パピコを主役にした映画を撮ったら結婚しようとまで言っている（パピコもその言葉を受け、演劇を勉強している）。
映像技術や演出などには詳しい映画オタクであるが、学校の成績に悪影響が出ており、父からも勉強を勧められている。映像知識を活かして、パピコが長嶋から託された映像ディスクを研究している。
パピコが国民的スターとなった後も人の目を盗んで逢瀬を続けるも、マスコミにすっぱ抜かれネット上で本名まで露見してしまい、涙ながらに絶縁を告げる。
その後、パピコが妊娠を告げた際には万感の思いを込めて祝福し、正式にパピコと婚約を果たした。
最終回では大人になった姿で登場し、新人監督として映画の作成に携わる。父曰く「公私混同」とのこと。
パピコ / ちほヨハンソン
本作のヒロイン。ピンク色の短髪（子供のころ広末涼子に憧れて髪を切った）とJカップの爆乳を持つAV女優。本名は、ちほ・ヨハンソン。父親がスウェーデン人のハーフ（父親は日本で大工をしている）。母親と3人の兄がいるが、家族は全員、彼女のAV女優としての収入に寄生している。当初はパチンコ狂の男・竜二と同棲していたが、仲違いをして逃げられる。子供の頃好きだった番組は『ウルトラマン』。
謎の老人・長嶋によって、右手首に取り付けられたダイヤルの数字を変えることで巨大化できるようになる。
年齢は25歳で、飲酒・喫煙・パチンコも行う。未成年である零と肉体関係を持った際には「バレたら捕まる」と言っている。
幼いころに父を亡くしたショックで、人に心を許すのを躊躇しており、パニック障害を患っている。一方で愛着心は強く、零に告白されてからは彼の事を溺愛し、他の男には一切目もくれない。
六本木に出現した破壊神から零を守ろうとして超巨大化し、無事に撃破するも、戦闘の巻き添えで1000人を超す犠牲者を出してしまい、逮捕される。内乱罪で起訴され第一審で死刑判決が下るも、再び新宿に三体の破壊神が出現したため、超法規的措置により仮出所し、自衛隊の協力の元再び超巨大化して破壊神を全滅させる。
破壊神撃滅により特赦が下り、一躍国民的英雄となった。経済的・心理的にも余裕が出たためAVを引退し、マルチタレントとして芸能活動に携わる。『ゴヂラ』の映画出演も決定した。
しかし零との交際がマスコミに露見したことにより社会的責任を取らされる立場となり、一度は芸能界引退も考えるも、零から絶縁を申しだされ、涙ながらに彼が迎えに来る日を待ち零の元を去る。
芸能活動自粛期間中に未来人と遭遇し、彼女たちからETEの真相を聞かされ、人類滅亡を防ぐ彼らに協力する。その後、芸能界にも復帰し、演技の勉強を行う。そんな中、謎の体調不良に悩まされるようになり、検査の結果妊娠が発覚した。その事は父親と思われる零の他、マネージャーや未来人も知らされていたが、サタン襲来に際し、未来を守り抜くために戦うことを決意した。

### 現代の住人
竜二（りゅうじ）
パピコが付き合っていた彼氏。パチンコ好きで、パピコの財布から金を盗んではパチンコで浪費し、彼女に暴力を振るうなど粗暴で短慮な性格。パピコが巨大化能力を得た際には、それを活かしてAVを撮影することを提案した。
パピコが部屋に零を呼んで、全裸で巨大化実験を行っているのを見て激高し、零に暴行を加えるも、パピコが零を庇い、巨大化状態の力づくで阻止したために泣き喚いて逃走した。
なお、最終回によれば零と出会っていなくても数年後にはパピコと別れているらしい。
もち
パピコが飼っているコーギー系の犬。パピコが逮捕された折には、一時期零が保護していた。
誤って時間移動球を食べてしまったことでタイムスリップしてしまい、パピコの前から姿をくらませる。終盤で、ある大事な役を担う事となる。
中島弘（なかじま　ひろし）
零の部活仲間。眼鏡をかけたオタク少年。「ハタチになっても童貞そうな男子ランキング」で1位。零とは映画仲間で、ETEやパピコの能力なども腹を割って話し合える数少ない友人。普段はスケベなヘタレだが、零をいじめた不良に立ち向かうなど、友情に篤い。
篠崎（しのさき）
零が憧れていた女子生徒。長身の美人で、零が自主製作映画の主演にスカウトするも、彼氏から反対されて断った。
二度目の破壊神襲来に巻き込まれて逃げ惑うも、パピコにより難を逃れた。
零の父
映画会社『東王』のプロデューサー。妻に比べて息子の教育には放任的だが、映画にかまけて成績が落ちている息子を危惧している。
零の母
教育ママな所があり、息子の外泊を心配している。零がパピコと交際していることを知って非難するも、命を救われた恩義や人類の救世主となったこともあって、交際を認める。
サタン襲来時には恐怖のあまり手首を包丁で切りかけたが、間一髪で夫に助けられた。
バナー
「ソクラテス」と「プラトン」の開発に携わった若き科学者。ビルからの鉄骨落下に巻き込まれ急死。彼が亡くなったことにより、プラトンとソクラテスの暴走が始まる。
菊池健人
最終回に登場。イケメン俳優で、パピコが主演のとある映画で副主演を務める。

### 未来人
長嶋（ながしま）
舞台となる街に出没している謎の老人。パピコの眼前で轢き逃げに遭ってしまい、救急車を呼ぼうとしたパピコを制止し、右手首に機械を埋め込んだ後に人形になってしまう。
その正体は未来からやって来た軍人たちの幹部で、階級は大佐。
桃乃木（もものき）
長嶋の後を追って未来から来た軍人。小柄な女性で、階級は少佐。長嶋無き後はリーダー格を務め、現代のデバイスをハッキングして電子通貨を得ることで部下たちの当面の生活費を工面している。
普段は毅然としているが子供のように泣きわめく一面もある。好物のカップうどんをこぼされたときはショックで光線を放ち、やくざを殺害している。
ちなみに未来人たちは当初、パピコから子孫ではないかと疑われていたが、彼女たちによればパピコとの血縁は一切無いらしい。
鬼頭（きとう）
桃乃木の部下。階級は軍曹。ごつい外見の男性。
やや粗暴な所があり、やくざに絡まれた際には真っ先に「消しますか？」と桃乃木に尋ねている。
パピコの部屋でAVを誤って視聴してしまい、ヘフナーを意識し始める。
東京での最終決戦でサタンの念力を受け、胸を弾き飛ばされて人形となる。
ヘフナー
桃乃木の部下。階級は伍長。大柄な超グラマー美女。歩くときの擬音は「プリンッ、プリンッ」。
少佐がやくざから銃撃を受けそうになった際には真っ先に巨大化し、撃退している。
塩沢（しおざわ）
桃乃木の部下。階級は上等兵。長髪でヒゲを生やした青年で、4人の中で最も背が高い。
現代でパピコを捜索する折、コンビニエンスストアで購入したカップうどんを仲間に広め、一行を麺類マニアにした。パピコと邂逅してからは彼女のことを気に入っている。
東京での最終決戦でサタンに自身の左腕と引き換えに心臓を引き千切るが、直後にサタンの念力で頭部を潰され人形となった。

### サタン
破壊神
最初に出現したサタン。身長240m。背中に翼の生えた男性のような姿をしており、関節部や体を前後に分けるラインで空洞が開いている。「東京の人口を100万人にする」という予言を実行するため、球状のエネルギー弾を作り出して周囲を破壊する。
六本木で破壊の限りを尽くすも、超巨大化して現れたパピコと揉み合いになり、最後は人間大になったパピコに体内の空洞の中に入り込まれ、再度巨大化されてバラバラに砕け散った。この事件で1000人以上の都民が死亡した。
ニューヨークのサタン
新宿の破壊神と同時にニューヨークに出現したサタン。マシュマロマンに酷似しており、巨大化した未来人の男と交戦した。
UFO
「東京上空に大量のUFOが出現」という予言が的中し、都内に出現した空飛ぶ円盤。光を放って人々を攫い、853人が行方不明となる。
巨人
都内に大量に出現した巨人。パピコや未来人たちと異なり、衣装は現代人に酷似している。UFOに攫われた人々がETEにより巨大化させられたか、彼らを元に作り上げたものと思われる。破壊神とは異なり人語を解するが、性格は残虐で、子供が虫を殺すかの如く人間を襲って殺害する。戦闘力はそれほどでもなく、普通の銃でも零の学校や自宅前にも現れ、次々と人間を虐殺して回っていたが、猟友会や自衛隊の出現により一掃される。外見は老若男女問わず大きさもバラバラで、浅草には金剛力士像に酷似した巨人が出現している。この事件で、10万人以上の都民が死亡した。
巨大ロボット
巨人たちが全滅した直後に渋谷に出現した機動兵器。全身にキャノン砲が備え付けられ、ビルを次々に破壊する。自衛隊の総攻撃を受けて大破した。
破壊神（第二陣）
巨大ロボット撃墜後、ETEが新たに新宿に召還した3体の破壊神。翼を持たず、角が生えている。その巨体故、自衛隊の攻撃も全く歯が立たない。
自衛隊からの空輸で駆けつけたパピコと交戦しリンチにかけたが、内部侵入により3体とも撃破される。
最強のサタン
真っ黒い悪魔のような姿をしたサタン。本作品における最強の敵であり、実質的なラスボス。見ただけで常人は心が折れるほど恐ろしい姿をしており、テレビ画面越しに見た群集は絶望し泣き叫んだ。その姿を直視せずとも、精神の弱い者は近づいただけで自害し、鳥などの小動物は動物的な本能で恐怖を察知しそのまま死亡してしまう。
未来人5体と戦うも全て殺害し、ニューヨークから西へ進んでロサンゼルスを壊滅させ、その道中で1000万人を超える死者を出す（その4割が自殺だったという）。遂には太平洋を横断し、ハワイのホノルルで行われたアメリカ軍による核ミサイル攻撃に無傷で耐えるなど、サタンの中でも最強の戦闘力を有する。また、念力やビームなども使用できる。
そして遂に日本近海に出現し、その恐怖の波動で都民を大量に自殺させる。未来人とパピコの総攻撃を受け、鬼頭と塩沢を倒すも、内部からの巨大化を連発されて大破。増援に気を取られている隙に再生を果たしたが、パピコに心臓を破壊され、最大サイズまで巨大化したパピコに再生不可能なほどバラバラにされて完全に機能停止した。
サタンの増援
最強のサタンがパピコ一行に大破したことに伴い、再生までの時間を稼ぐべく投入された5体のサタン。
巨大な頭部を有し片手に生首を携えている個体、髑髏の顔をした6本腕の個体、後頭部が無い3本脚の個体、首と顔の前半分が分断され以上に腕が長い個体等、胸に大穴が開けられた6本腕の個体等、いずれもフリークス的な容貌をしている。いずれも体の穴からエネルギー波やビームを放つ能力を有する。既にサタンの攻略方法を見出した一行の敵ではなく内部からの巨大化や集中光線により全滅するも、当初の目的である最強のサタンの復活には成功する。

## 用語解説
ETE（Enjoy The End）
現代のインターネット上で話題になっている投票サイト。「地震が起こる」「イケメン俳優が全裸で町を走る」など、ありえない「予言」を提示して投票を行い、1位になった「予言」を実行する。出来上がる「予言」は所謂イミテーションであり、例えばストリーキングを行った俳優にはアリバイがあり、真っ赤な偽物だった。
本当に人間が投票しているのか、誰がドメインを使用しているのかなどは謎に包まれている。二度の破壊神襲来に伴い、政府からブロッキングされる。だがその後もコピーキャットがいくつも開設されており、消息はつかめずにいる。
その正体はAI「ソクラテス」と「プラトン」が人類のデータを探るために作ったダミーサイトである。人間の真意を探るべく創ったアンケートで、興味本位で愚かな破滅・享楽的な回答が1位を取り続けたため、人類には模倣する価値すらないと判断し、シンギュラリティに到達してしまった。
サタン
ETEにより創り出される怪物の総称。作中ではニュース番組で使用されている。
その正体はETEの黒幕である「ソクラテス」と「プラトン」が作り出した宇宙ステーションから、3Dプリンターにより創られているロボットである。
「ソクラテス」と「プラトン」
2019年、アメリカのGOOGLE社が作り出した人工知能。本来は単なるコンピューターであったが、データの中核がネット上に流出し、疑似的な電脳生命体と化した。自分たちを模倣した重量6㎏の小型ロボットを中国で密造し、それを宇宙ロケットに搭載して衛星軌道に射出、周辺のデブリ等を材料にわずか1か月で直径1キロメートルにおよぶ巨大な宇宙ステーションへと変貌を遂げた。最終版ではその3倍のサイズまで巨大化している。
自らの分身とも呼べる宇宙ステーションでETE、サタンを作り出し、人間たちを観察し続ける内に、やがて「人類とは不要な存在ではないか」という結論に達する。そして115年後の2135年には人類は完全にサタンに敗北し、世界人口は8500万人にまで激減することとなる。
自身の最高傑作であるサタンが未来人に敗北したのを受け、残ったパピコ・桃乃木・ヘフナーの三人を拉致する。その内面は極めて杓子定規かつ幼稚で、人類（特に女性）を完全に見下しており、他人に向ける「愛」を全く理解できていないため、その愛の為に非合理的な行動を取り続けたパピコを研究対象と見なした。
未来人
サタンに敗北し、滅亡寸前の2135年の世界から訪れた軍人たち。ETEによる壊滅的被害を避けるべく、サタンと戦っている。ヘルメットにランドセル、ショートタイツにTシャツという格好で統一されている。
手首に円盤状の機械（通信機能内蔵）を埋め込まれており、パピコ同様に巨大化能力を持つほか、飛行も可能。ビームを放つ、銃弾を弾くバリアを形成するなどの機能もある。死亡すると人形になってしまう。
未来世界では生殖は体力の無駄と思われており、ポルノは完全に廃れてしまっている。
時間移動球
未来人たちが現代に向かうのに使用したタイムマシン。レンズケース程度の大きさで、本来は口の中に仕込み、舌で中央のパネルを触れることでタイムスリップを行う。長嶋がパピコに託した光ディスクのパッケージの中に2つ隠されており、そのうちの1個をもちが誤飲してしまった。

## 書誌情報
- 奥浩哉 『GIGANT』 小学館〈ビッグコミックス〉、全10巻
  1. 2018年5月30日発売[12]、ISBN 978-4-09-189875-3
  2. 2018年10月30日発売[13]、ISBN 978-4-09-860167-7
  3. 2019年2月28日発売[14]、ISBN 978-4-09-860264-3
  4. 2019年8月30日発売[15]、ISBN 978-4-09-860424-1
  5. 2020年2月28日発売[16]、ISBN 978-4-09-860581-1
  6. 2020年8月19日発売[17]、ISBN 978-4-09-860745-7
  7. 2020年12月25日発売[18]、ISBN 978-4-09-860835-5
  8. 2021年3月30日発売[19]、ISBN 978-4-09-861013-6
  9. 2021年8月30日発売[20]、ISBN 978-4-09-861162-1
  10. 2021年12月28日発売[21]、ISBN 978-4-09-861233-8
    - 『パピコ メモリアルポストカード画集付き限定版』同日発売[22]、ISBN 978-4-09-943099-3 - 単行本未収録のカラーイラストを1冊にまとめて収録[23]。

## コラボレート
2018年11月19日から12月2日までファイル転送サービス・GigaFile便とのコラボレーションを実施。コラボに併せ、東京・秋葉原にあるギガファイル転送ラウンジ「ギガスタ」にて、本作の特別展が同年11月23日から12月2日まで開催され、複製原画の展示や作者のインタビュー動画が上映された。
2019年2月22日発売の『ビッグコミックスペリオール』6号にて、ANIMAREALとコラボレート。同年2月28日に本作の単行本第3巻が発売されることを記念し、パピコの装いをした姿のコラボビジュアルが掲載された。2020年8月28日発売の同誌18号では、沢口愛華とコラボレート。沢口によるパピコの水着姿の装いと未来人姿のグラビアが掲載された。
2021年3月12日発売の同誌7号では、同誌の連載作品とえなことコラボレート。そのうちの1作として、本作とのコスプレグラビアを掲載。同年6月11日発売の同誌13号ではコスプレイヤーなどと連載作品がコラボレートし、えなこが本作のパピコの装いをしたグラビアが掲載された。なお、それを記念してか10巻で零が読んでいた週刊誌の表紙にえなこがカメオ出演している。
2022年1月、アパレルブランドのLISTLESSとコラボレート。奥が監修し、本作のファンである岸波藍がデザインを担当したアイテムが販売される。